# آمبرویز بیگ
آمبرویز بیگ (انگلیسی: Ambroise Begue؛ زادهٔ ۲۲ مهٔ ۱۹۹۵) بازیکن فوتبال اهل فرانسه است.
از باشگاه‌هایی که در آن بازی کرده‌است می‌توان به باشگاه فوتبال هوم یونایتد اشاره کرد.
وی همچنین در تیم ملی فوتبال France U16 بازی کرده‌است.